# 金魚鉢

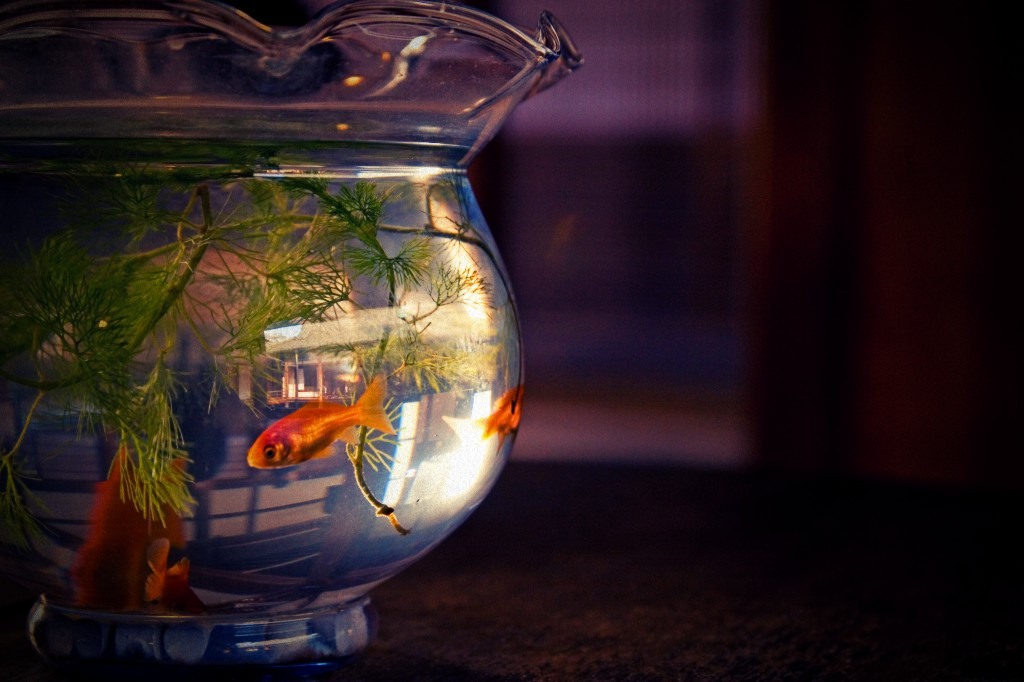
金魚藻と金魚

金魚鉢（きんぎょばち）とは、魚（主に金魚）の観賞を目的としたガラス製の鉢。

## 概要
水槽の一種で、直径10cm～30cmほどのガラスでできた球体の上部を切った形をしている。
基本的には開口部の直径より胴部の直径のほうが大きく、球体を意味する玉の語を用いて「金魚玉」とも呼ばれた。形には若干のバリエーションがあり、風鈴のように軒先に吊るすものが江戸時代後半あたりにはあったといわれ、現在では吊るさずに置いて用いるものが一般的で、開口部が大きく口縁が波打ったデザインのものがよく知られている。
その形状の美しさから、近年はインテリアとしてあえて水や魚を入れずに観葉植物やガラスビーズなどを入れて器自体を楽しむことも行われる。
従来は吹きガラスなどで作られてきたが、現在ではアクリルやポリエステル繊維ガラスなどで作られることもある。ガラス製のものは中国で今も盛んに作られ日本にも大量に輸入されている。
夏の風物詩として親しまれ、現在では季語にもなっている。

## 歴史

### 日本

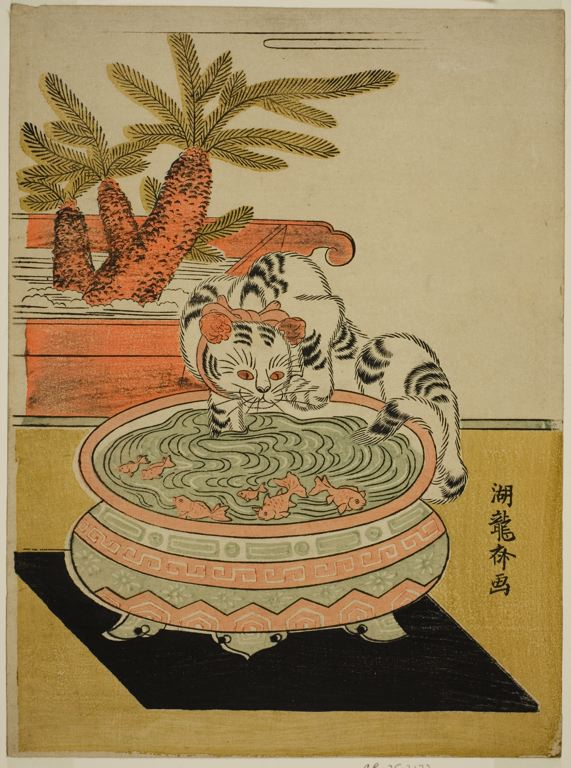
礒田湖龍斎画

いうまでもなく、金魚鉢は室内で魚を鑑賞するための用具である。屋外に庭に池を作って魚を放って楽しむことは日本で古くから行われてきた。『日本書紀』にも、コイを池に放って観賞したとの記録がある。それが室内で器に入れての魚類鑑賞習慣となると時代はずっと下って比較的新しい習慣であろうと考えられている。
江戸時代になって、元禄3年（1690年）の『人倫訓蒙図彙』（作者不詳）に、「談義坊」と呼ばれる魚（メダカやカジカのことと考えられている）について「是をみやこの幼少成る子どももとめ、水鉢又は泉水にはなち、なぐさみとする也」とあり、浅い器に水をはってメダカと思われる魚を鑑賞していたことが見て取れる。とはいえ、この頃は木桶や陶器あるいは漆器でできた水鉢などに放っていたものとみられる。当然のことながら、これは魚を上から鑑賞することになる。
日本でシルクロード経由で伝わった古代の色つきのガラスではない、いわゆるビイドロやギヤマンと呼ばれる無色ガラスの製法がオランダ経由で伝わりガラス製品の製造が始まるのは17世紀以降である。18世紀の明和年間になると、鈴木春信は「めだかすくい」を描いており、そこでは、二人の女性が浅い水辺で網を持ってメダカすくいをしており、うち一人はビイドロ製の小さな器を手にしている。
時を同じくして、室町時代に日本に渡来してきてから17世紀元禄頃までは大変なぜいたく品であったキンギョが18世紀頃からは次第に庶民にも広まり、19世紀文化文政頃になるとキンギョ売りが町にやってきて安価に売るようにもなった。しかし、この時期はまだ一般にはキンギョの飼育は泉水（池）か水鉢か「金魚舟」（金魚槽とも書く。きんぎょぶね）で行われていた。金魚舟は木製の水槽である。18世紀初頭寛政文化頃に描かれた歌川豊国の「金魚玉を持つ美人」では、女性がその顔くらいの大きさのビイドロ製の「金魚玉」を手に持っており、中にキンギョが入っている。
こうして江戸時代後期以降にガラス製の金魚鑑賞器が広まり、魚を横から鑑賞する楽しみ方が新たに始まったのである。メダカの鑑賞は主に上からであり、魚を横から鑑賞するというのは日本ではキンギョと金魚鉢を以て始まったといえる。
昭和以降に広く「金魚鉢」として普及し、ひと夏の涼を求める風物詩となった。

### 欧米

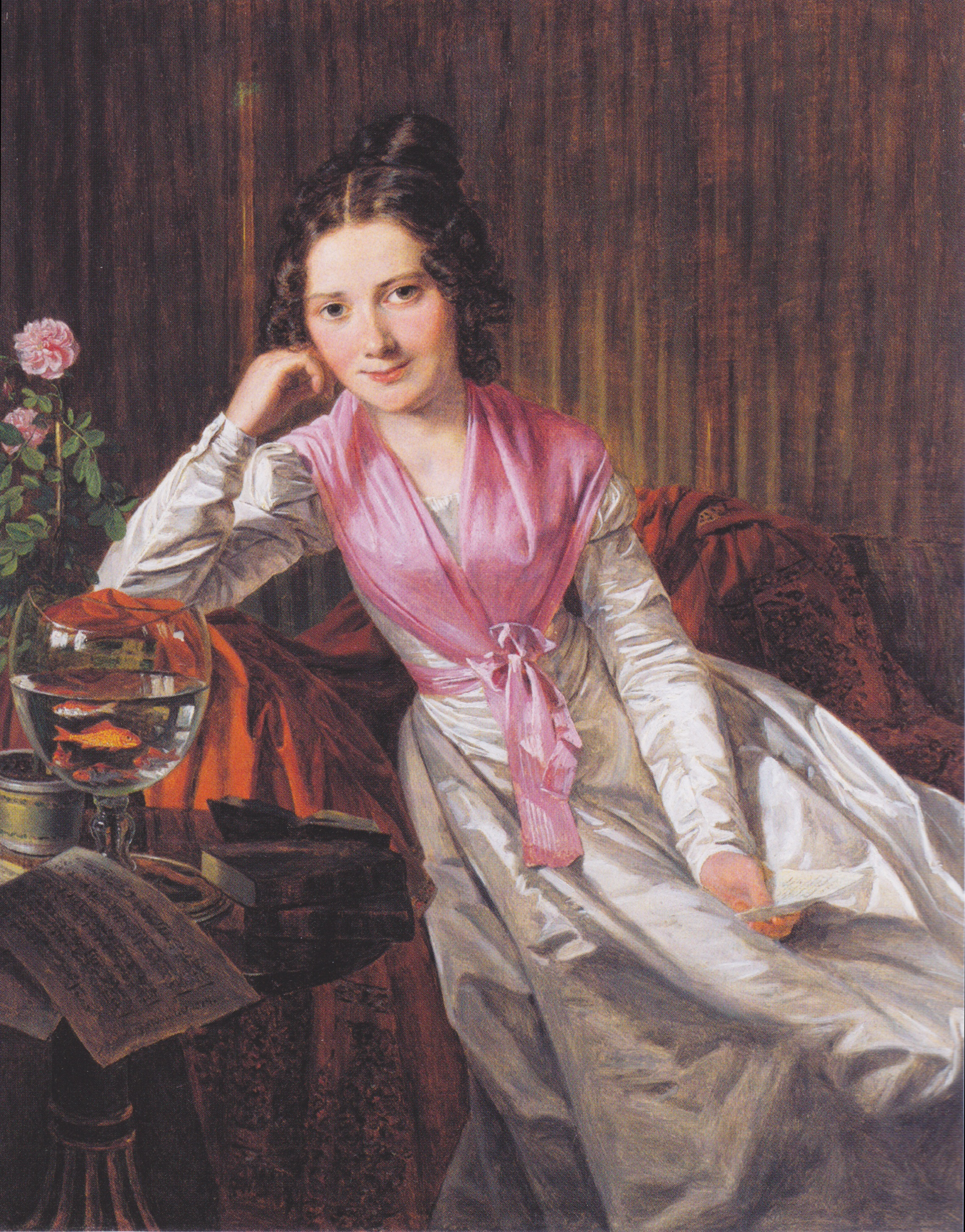
ヴァルトミュラー画『女優テレーズ・クロネス』（ 1824年）

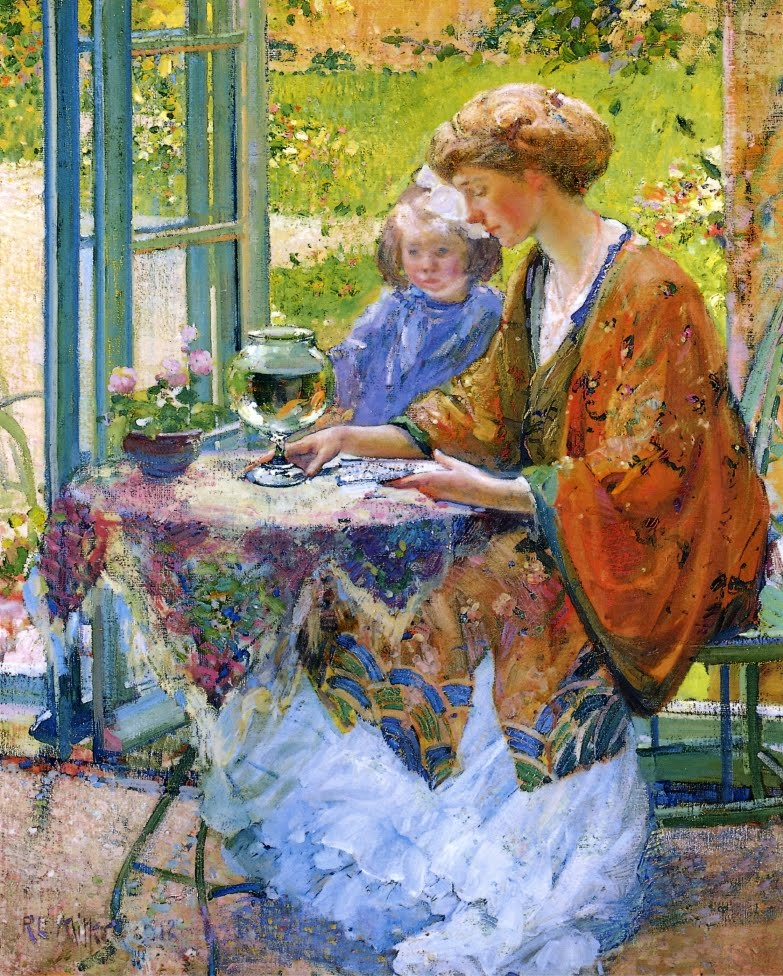
リチャード・E・ミラー画『金魚』（1910年頃）

1705年、中国人により金魚が中国からマカオにもたらされた1557年と比べて帆船の速度が2倍になり、生きた金魚をマカオよりリスボンに運ぶことができるようになった。パリやドレスデンの宮殿では、金魚の飼育が行われ、ポーランド国王アウグスト2世は、陶磁器製の蓋つきのスープ皿に似たキンギョ飼育用の鉢を作らせた。フランス国王ルイ14世は宮殿に金魚池を作らせた。ルイ15世やマリア・テレジアもキンギョの熱烈な愛好者であり、ポンパドゥール夫人やデュ・バリー夫人は、自分の部屋でキンギョを飼って、国王ルイ15世の機嫌を取った。デュ・バリー夫人の提案により、これまでの磁器製の鉢をモデルにして、ガラス製の金魚鉢が作られた。
ヨーロッパで球形の金魚鉢が流行り、王侯貴族のキンギョを飼うという娯楽は、パリやウィーンから全ヨーロッパへと広がった。150年後に、球形の金魚鉢の表面積からの酸素の供給量と炭酸ガスの排出についての不調和に気づき、魚と水草の量についてバランスをとるバランスドアクアリウム（調和水槽）の考え方が広がり始める。
参考文献　『動物園の誕生』　

## 注意点

### 飼育に用いる場合
金魚鉢は1～5リットルほどの容量のものが大半で、大きな個体や多数を長期に渡って飼育するのには向かない。少数の小さ目の個体を鑑賞するのに向く器である。
また、大きさ以外に一般的な丸もしくは太鼓型の鉢は曲面のガラスで魚が歪んで見える他、構造上水を多く入れ水面位置が上がると水面が狭くなって空気中とガス交換がしにくくなり、水を半分（一番太いところ）までにとどめるほうが良いため、飼育水槽としては直方体の方が観賞用としても優秀であり、総ガラス製で水漏れしにくい（古い時代の金属製フレームに平ガラスを入れた水槽は隙間から水漏れがよく起きた）メリットを考慮しても、古くからバッテリーに使われるガラス容器を流用するほうが良いとされていた。
また、鉢の形状から濾過装置や温度装置の実装が難しく、結果として水草と砂利だけを置く場合が多く、そのまま長期飼育を行うと金魚が長生きできない場合が多くなってしまう。
しかし、ベタやコッピー（アカヒレ）の飼育容器としては充分役立つ。

### 収れん火災
水を入れた金魚鉢が凸レンズと同じになり、太陽光を集約して火災を起こすこともあるので、置く場所には注意が必要である（「収れん火災」を参照）。